# Латтімор (Північна Кароліна)
Латтімор (англ. Lattimore) — місто (англ. town) в США, в окрузі Клівленд штату Північна Кароліна. Населення — 406 осіб (2020).

## Географія
Латтімор розташований за координатами 35°18′55″ пн. ш. 81°39′37″ зх. д. / 35.31528° пн. ш. 81.66028° зх. д. (35.315388, -81.660204).  За даними Бюро перепису населення США в 2010 році місто мало площу 2,66 км², уся площа — суходіл.

## Демографія
Згідно з переписом 2010 року, у місті мешкало 488 осіб у 133 домогосподарствах у складі 91 родини. Густота населення становила 184 особи/км².  Було 154 помешкання (58/км²).
Расовий склад населення:
| - 94,7 % — білих - 3,1 % — чорних або афроамериканців - 0,6 % — азіатів |

До двох чи більше рас належало 0,8 %. Частка іспаномовних становила 3,1 % від усіх жителів.
За віковим діапазоном населення розподілялося таким чином: 20,7 % — особи молодші 18 років, 69,9 % — особи у віці 18—64 років, 9,4 % — особи у віці 65 років та старші. Медіана віку мешканця становила 23,2 року. На 100 осіб жіночої статі у місті припадало 103,3 чоловіків;  на 100 жінок у віці від 18 років та старших — 111,5 чоловіків також старших 18 років.
Середній дохід на одне домашнє господарство  становив 48 142 долари США (медіана — 37 188), а середній дохід на одну сім'ю — 53 066 доларів (медіана — 50 500). За межею бідності перебувало 19,6 % осіб, у тому числі 33,3 % дітей у віці до 18 років та 0,0 % осіб у віці 65 років та старших.
Цивільне працевлаштоване населення становило 154 особи. Основні галузі зайнятості: освіта, охорона здоров'я та соціальна допомога — 26,6 %, виробництво — 21,4 %, публічна адміністрація — 10,4 %, фінанси, страхування та нерухомість — 9,7 %.